# Kino Metropol

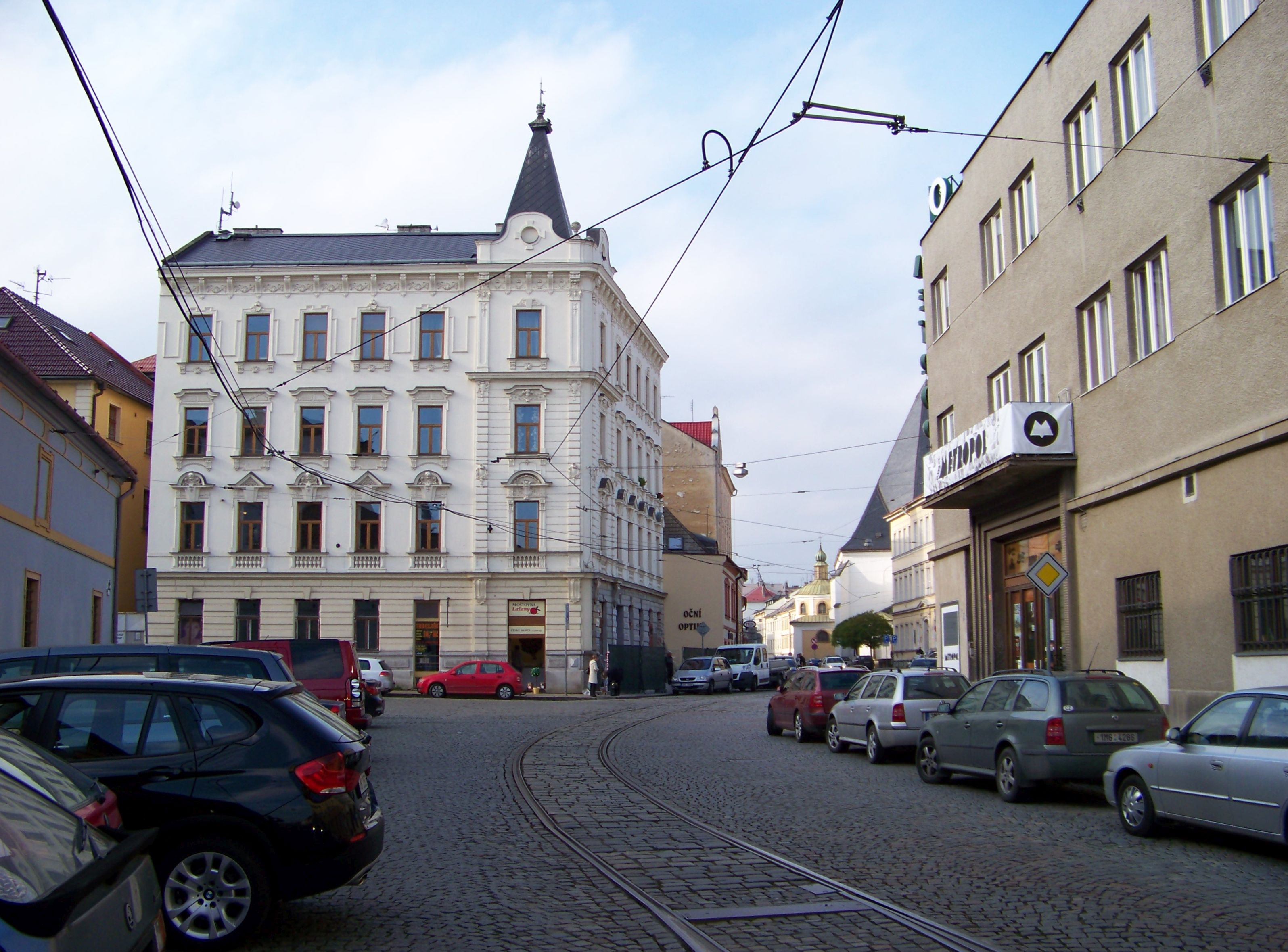
Kino Metropol, pohled ze Sokolské ulice

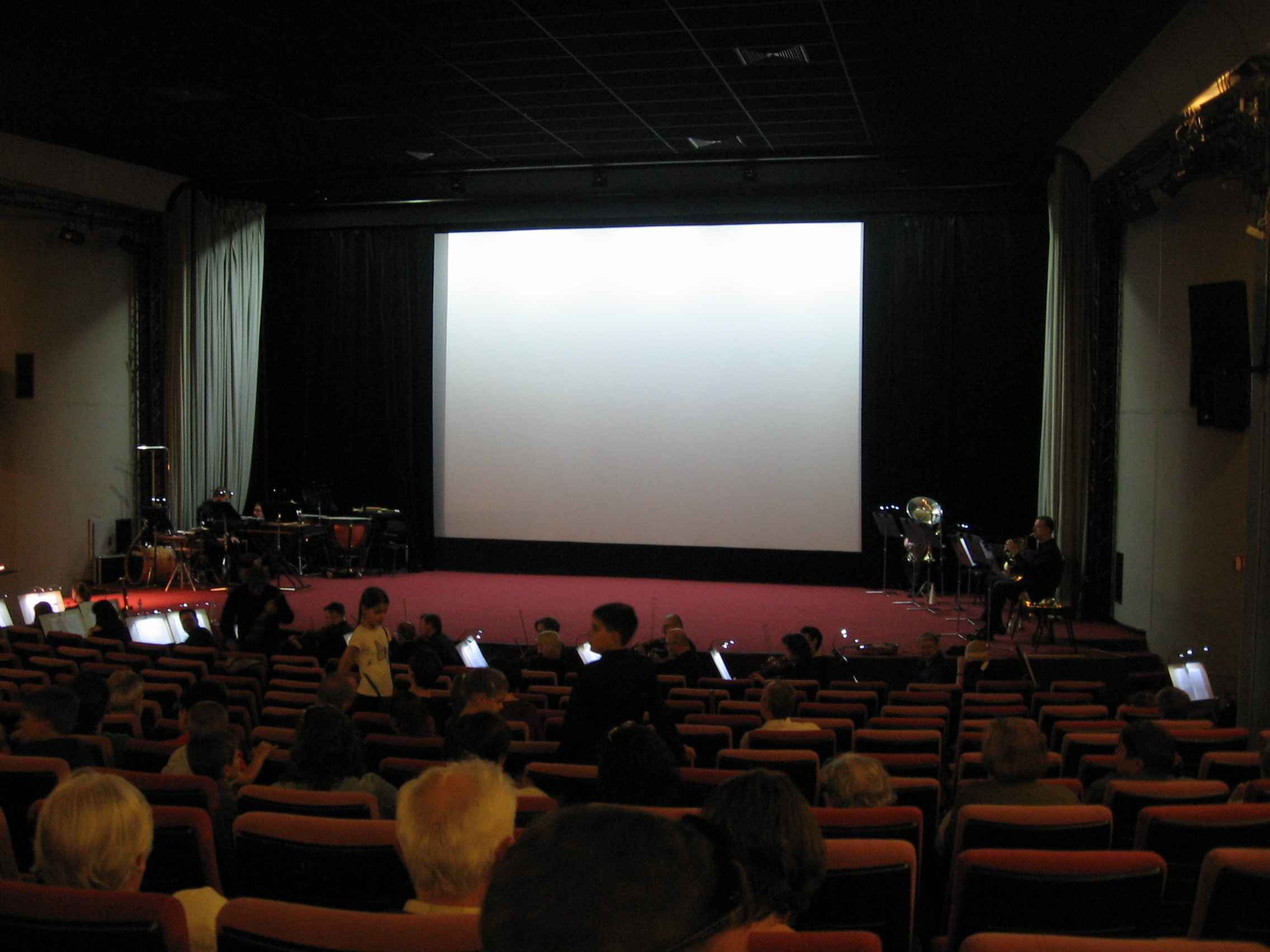
Interiér kina

Kino Metropol je nejstarší kontinuálně fungující jednosálové kino v Olomouci, jehož vznik se datuje do roku 1933.

## Historie
Licenci na zřízení a provozování kina (pod názvem Bio Sokol) získalo Družstvo pro stavbu sokolovny v roce 1933. Budova v Sokolské ulici byla v té době využívána mnoha firmami, poté prošla výraznou rekonstrukcí a změnila účel užívání. Kino bylo otevřeno 6. května 1933 filmem Vladimíra Slavínského Okénko. V roce 1942 spolek zanikl a správa kina spadla do rukou Vehrmachtu. Po roce 1948 bylo znárodněno a sloužilo jako jedno z mnoha Olomouckých kin pod centrální správou. Po roce 1989 kino začala provozovat soukromá společnost Olomoucká kina, s.r.o. vedená někdejším vedoucím Správy kin, Janem Joukalem. Pod tuto společnost spadala také další tři kina – kino Central v budově Muzea umění (Denisova 47) a kino Lípa (Tř. Svornosti). Obě kina zanikla.
Kino Metropol postupně měnilo názvy – Metropol, Kapitol, Světozor, Pohraniční stráž a následně po roce 1989 opět Kino Metropol.

## Současnost
V roce 2011 změnilo kino provozovatele, prošlo architektonickou proměnou, s rekonstrukcí foyer kina byla otevřena kavárna. Kino prošlo také technologickou proměnou, digitalizací na standard DCI a 7.1 zvuk. Roku 2017 prošla fasáda kina zateplením a rekonstrukcí, obnoven byl také ikonický osvětlený neonový nápis. Jednotlivé prvky původního neonového nápisu z devadesátých let byly následně užity v interiéru kina. 
V současnosti jde o jediné jednosálové kino se stálým provozem v Olomouci. Kino je také centrem konání divadelních a hudebních vystoupení, ale i diskusí, přednášek nebo festivalů (např. Academia Film Olomouc, Scandi, Jeden svět, PAF a dalších).